# Ргани
Ргани (груз. რგანი) — село в Грузии, на территории Чиатурского муниципалитета края (мхаре) Имеретия.

## География
Село находится на западе центральной части Грузии, к северу от реки Квирилы, на расстоянии 8 километров к северо-западу от города Чиатура, административного центра муниципалитета. Абсолютная высота — 776 метров над уровнем моря.

## Население
По результатам официальной переписи населения 2014 года, в Ргани проживало 1316 человек (645 мужчин и 671 женщина). В национальной структуре населения грузины составляли 99,8 %.
| Год  | Население, человек |
| ---- | ------------------ |
| 2002 | 1958               |
| 2014 | ↘ 1316             |